# 마이 리틀 히어로
"마이 리틀 히어로"는 2012년에 제작, 2013년에 개봉한 대한민국의 영화이다.

## 캐스팅
- 김래원 : 유일한 역
- 이성민 : 희석 역
- 조안 : 성희 역
- 이광수 : 정일 역
- 지대한 : 영광 역
- 이해영 : 구 상무 역
- 김원해 : 한 피디 역
- 임철형 : 최호진 역
- 박성택 : 김필성 / 영광 부 역
- 김강일 : 본부장 역
- 이민아 : 최훈 모 역
- 한근섭 : 부조실 엔지니어 역
- 서정욱 : 기자 1 역
- 유세종 : 순경 2 역
- 김범준 : 임승호 역
- 홍인 : 썬더맨 단원 악당대장 역
- 송욱경 : 썬더맨 단원 악당남 역
- 이청미 : 썬더맨 단원 나비 역
- 김해나 : 썬더맨 단원 잠자리 역
- 체리쉬 : 멜린다 역
- 김성은 : 사회자 역(특별출연)

## 수상
- 2013년 제49회 백상예술대상 영화부문 남자신인연기상 - 지대한